# Цзяо Жоюй
Цзя́о Жою́й (кит. 焦若愚, пиньинь Jiāo Ruòyú; 7 ноября 1915 года, Есянь, Хэнань, Китайская Республика — 1 января 2020 года, Пекин, Китай) — китайский государственный деятель и дипломат, мэр Пекина (1981—1983).

## Биография
Цзяо Жоюй родился 7 декабря в округе Есянь, провинции Хэнань. С сентября 1933 года по июль 1937 года, после окончания средней школы города Пекин, он учился на факультете политической экономики Пекинского университета. В 1936 году вступил в Коммунистическую партию Китая (КПК) и принимал участие во второй японо-китайской войне. В 1945 году он был назначен заместителем мэра города Шэньян, а затем мэром города и первым секретарем городского комитета партии, после освобождения города от японских войск. В октябре 1959 года по его приказу был создан Ботанический сад Шэньян.
В 1965 году Цзяо Жоюй перешёл на работу в Министерство иностранных дел КНР. С 1965 по 1970 год был послом КНР в Корейской Народно-Демократической Республике, с 1972 по 1977 год в Перу, с 1977 по 1979 год в Иране. В октябре 1979 году он занял пост министра в Министерстве машиностроения Китайской Народной Республике. В 1981 году становится мэром Пекина и занимает этот пост до 1983 года, а затем член Центральной комиссии КПК по проверке дисциплины.
На XVIII съезд КПК в 2012 году был самым старшим из делегатов. Он восемь раз был делегатом Коммунистической партии Китая на съездах.
1 января 2020 года Цзяо Жоюй умер в больнице города Пекин.

## Примечание
1. ↑  sina.com — 1999.
2. ↑  最年长党代表焦若愚:让党的事业薪火相传 - 新华时政 - 新华网. www.xinhuanet.com. Дата обращения: 5 февраля 2020. Архивировано 8 декабря 2019 года.
3. ↑  Shenyang Shi zhi. 17, Ren wu. — Di 1 ban. — Shenyang: Shenyang chu ban she, 2000. — 623 pages с. — ISBN 7-5441-1410-4, 978-7-5441-1410-3.
4. ↑  新浪综合. 102岁北京老市长发挥余热 将出席十九大. news.sina.com.cn (1 июля 2017). Дата обращения: 5 февраля 2020. Архивировано 5 февраля 2020 года.
5. ↑  Ботанический сад Шеньян - Фрегат Аэро. fregataero.ru. Дата обращения: 5 февраля 2020. Архивировано 5 февраля 2020 года.
6. ↑  焦若愚简历. kp.china-embassy.org. Дата обращения: 5 февраля 2020. Архивировано 4 февраля 2020 года.
7. ↑  Делегат 18-го съезда КПК самого почтенного возраста Цзяо Жоюй хотел бы, чтобы дело КПК передавалось из поколения в поколение_russian.china.org.cn. russian.china.org.cn. Дата обращения: 5 февраля 2020. Архивировано 5 февраля 2020 года.
8. ↑  原中顾委委员、北京市原市长焦若愚逝世，享年105岁_中国政库_澎湃新闻-The Paper. www.thepaper.cn. Дата обращения: 5 февраля 2020. Архивировано 27 января 2020 года.